# آنتونی جوزف درکسل بیدل سنیور

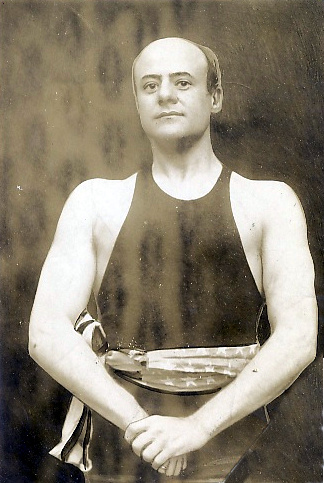
بیدل در قامت یک بکسر در ۱۹۰۹

آنتونی جوزف درکسل بیدل سنیور (.Anthony Joseph Drexel Biddle Sr) (زادهٔ ۱۸۷۴- درگذشت ۱۹۴۸)، میلیونری بود که ثروتش او را به سمت تئاتر، نوشتجاتی که خود منتشر می‌کرد، ورزش و پرداختن به مسیحیت به صورت تمام وقت سوق داد.
کتاب «پدر فیلادلفیایی من» و نمایشنامه و فیلم «شادترین میلیونر» از آن او است. او مردانی را برای مبارزه تن به تن در جنگ جهانی اول و دوم تعلیم داد، عضوی از جامعه جغرافیای آمریکا بود و جنبشی را به نام «Athletic Christianity» بنا کرد که در نهایت ۳۰۰ هزار عضو از سراسر جهان جذب نمود. مقاله‌ای منتشر شده در مجله اسپورتس ایلاستریتد درسال ۱۹۵۵ او را «بزرگترین آماتورِ بوکس» و نیز «عامل اصلی در بنیان‌گذاری مجدد بوکس به عنوان ورزش قانونی و در زمان خودش، قابل توجه» نامید.

## اوان زندگی
او در ۱ اکتبر ۱۸۷۴ در فیلادلفیا، پنسیلوانیا از ادوارد بیدل دوم و امیلی درکسل متولد شد. او نوه بانکداری به نام انتونی جوزف درکسل و نوه-نوهٔ بانکداری به نام نیکولاس بیدل بود. بیدل فارغ‌التحصیل دانشگاه هایدلبرگ بوده است.

## حرفه
بیدل افسر سپاه تفنگداران دریایی ایالات متحده آمریکا، متخصص جنگ رو در رو و نویسنده کتاب یا انجام بده یا بمیر: کتاب راهنمای مبارزه فردی بود. این کتاب به نحوه مبارزه از جمله چگونگی استفاده از چاقو، به‌کارگیری مهارت جنگیدن با دست خالی، می‌پردازد. و به نیروی دریایی ایالات متحده در جنگ‌های جهانی اول و دوم و مأموران ویژه اداره تحقیقات فدرال (FBI) آموزش می‌دهد. او را می‌توان در مستند کوتاه Soldiers of the Sea محصول شرکت RKO دید که در حال آموزش است. او نه تنها متخصص جنگ بلکه پیشکسوت تعلیم نیروی دریایی ایالات متحده در جنگ با سرنیزه و جنگ تن به تن به‌شمار می‌رود. وی سبک خود را بر پایه شمشیر بازی نهاد، هر چند این روش به دلیل غیر واقعی بودن در نبردهای نظامی غیر واقعی می‌نمود، بعضاً مورد انتقاد قرار می‌گرفت.
او در سال ۱۹۱۷در سن ۴۱ سالگی به نیروی دریایی پیوست و مافوقان خود را ترغیب کرد تا بوکس را در آموزش به تازه سربازان نیروی دریایی بگنجاند. او در سال ۱۹۱۹، به درجه سرگردی و در سال ۱۹۳۴ به درجه سرهنگ دومی نایل شد. بیدل در لندزداون، پنسیلوانیا درست خارج از فیلادلفیا، یک مرکز آموزش نظامی افتتاح کرد و ۴ هزار نفر را آموزش داد. آموزش او شامل ساعت‌های طولانی تمرین ورزش سوئدی و ژیمناستیک و مهارت‌هایی از قبیل استفاده از قمه، شمشیر نظامی، خنجر، سرنیزه در جنگ و نیز کار با نارنجک دستی، بوکس، کشتی، ساوات و جوجیتسو بود. او به مدت دو سال در گارد ملی خدمت کرد.
بیدل که بوکسور ورزیده‌ای بود با جک جانسون مبارزه کرد و بوکس را به جین تونی آموزش داد. او حتی میزبان مهانی چای با طعم بوکس در منزلش بود، جاییکه بوکسورهای دیگر در چند راند به مصاف او می‌رفتند و در نهایت به صرف شام به این خانواده ملحق می‌شدند. مسابقه‌ای در فوریه ۱۹۰۹ با فیلادلفیا جک اوبراین با حضور سران اجتماع از جمله زنان درلباس شب شیک و مد روز برگزار شد.
او در چهارم ژوئیه ۱۹۱۹، داور نبرد میان جک دمپسی و جس ویلارد شد.
بیدل، در پنجم فوریه ۱۹۲۰، در کسوت ریاست هیئت نظارت بر بوکس غیر نظامیان و نیروی دریایی نیویورک، به عضویت اتحادیه بین‌المللی بوکس درآمد.
بیدل در طی جنگ جهانی دوم، به سمت خود با درجه سرهنگی به نیروی دریایی بازگشت و به آموزش نبرد تن به تن به تازه سربازان پرداخت.

### آثار
بیدل در نشریات هم‌دستی برآتش داشت. او وقتش را صرف گزارشگری ورزشی برای Public Ledger کرد و به شوخی خود را «فقیرترین و پولدارترین گزارشگر در فیلادلفیا» نامید. او نیز Philadelphia Sunday Graphic را برای مدت کوتاهی احیا کرد قبل از این‌که این دفتر مطبوعاتی مجبور به بستن شود و نشریه کوتاه هفتگی به نام The People را تأسیس کرد. او پس از ساماندهی انتشارات درکسل بیدل، به مدت دو سال سرپرست آن بود.

## زندگی شخصی
بیدل درسال ۱۸۹۵ با کوردلیا راندل بردلی ازدواج کرد. حاصل این ازدواج:
- آنتونی جوزف درکسل پسر (زاده ۱۸۹۷ – درگذشته ۱۹۶۱)
- کوردلیا راندل بردلی (زاده ۱۸۹۸- درگذشته ۱۹۸۴)‏[۱۳]
- لیوینگستون لادلو بیدل (۱۸۹۹–۱۹۸۱)‏[۱۴]

او در ۲۷ می ۱۹۴۸ بر اثر خونریزی مغزی و مسمومیت ناشی از اورمیک در گذشت و در قبرستان وودلندزدر فیلادلفیا به خاک سپرده شد.

## میراث
دخترش، کوردلیا درکسل بیدل، با کایل کرایتون (پدر رابرت کرایتون) در نگارش رمانی با مضمون خانواده‌اش در سال ۱۹۵۵ همکاری کرد. در سال ۱۹۵۶ این رمان به نمایش‌نامه‌ای با بازیگری والتر پیجون تبدیل شد. در سال ۱۹۶۷، فیلم موزیکالی که بر مبنای داستان خوش بخت‌ترین میلیونر ساخته شد، آخرین فیلم موزیکال بود که والت دیزنی شخصاً به دست گرفت. بیدل در این فیلم از سوی فرد مک موری به ایفای نقش پرداخت.